# Списак градова у Андори
Списак градова и села у Андори по броју становника.

## Највећи градови и села
Насељена места преко 1000 становника:
|     | Насеље                | Број становника (2010) | Парохија              |
| --- | --------------------- | ---------------------- | --------------------- |
| 1.  | Андора ла Веља        | 20526                  | Андора ла Веља        |
| 2.  | Лес Ескалдес          | 16920                  | Ескалдес-Енгордани    |
| 3.  | Енкамп                | 8830                   | Енкамп                |
| 4.  | Сент Ђулија де Лорија | 8101                   | Сент Ђулија де Лорија |
| 5.  | Ла Масана             | 5067                   | Ла Масана             |
| 6.  | Пас де ла Каса        | 3063                   | Енкамп                |
| 7.  | Санта Колома          | 2979                   | Андора ла Веља        |
| 8.  | Ордино                | 2809                   | Ордино                |
| 9.  | Канило                | 2274                   | Канило                |
| 10. | Аринсал               | 1655                   | Ла Масана             |
| 11. | Ел Тартер             | 1527                   | Канило                |
| 12. | Вила                  | 1260                   | Енкамп                |
| 13. | Лес Бонс              | 1204                   | Енкамп                |
| 14. | Сиспони               | 1037                   | Ла Масана             |